# Бореоевтерії
Бореоевтерії (Boreoeutheria) — заснований на молекулярно-генетичних дослідженнях, магноряд плацентарних ссавців. Бореоевтерії поділяються на дві групи/надряди: 
- лавразіотерії, до складу яких входять китоподібні (Cetacea), комахоїдні (Eulipotyphla), непарнокопитні (Perissodactyla), оленеподібні (Artiodactyla), хижі (Carnivora), рукокрилі (Chiroptera) і панґоліни (Pholidota),
- а також евархонтогліри, до складу яких входять мишоподібні (Muriformes), зайцеподібні (Lagomorpha), тупаєподібні (Scandentia), кагуаноподібні (Dermoptera) і примати (Primates).

Boreoeutheria виникли від 100 до 105 мільйонів років тому, в пізньому крейдяному періоді, відокремившись від сестринської групи Atlantogenata. Назва boreo-eu-theria очевидно перекладається як «бореальні справжні звірі».

## Систематика
|  | Afrotheria |
|  |            |
|  | Xenarthra  |
|  |            |

|  | Glires     |
|  |            |
|  | Euarchonta |
|  |            |

|  | Eulipotyphla |
|  |              |
|  | Scrotifera   |
|  |              |

|  | Glires     |
|  |            |
|  | Euarchonta |
|  |            |

|  | Eulipotyphla |
|  |              |
|  | Scrotifera   |
|  |              |

|  | Afrotheria |
|  |            |
|  | Xenarthra  |
|  |            |

|  | Glires     |
|  |            |
|  | Euarchonta |
|  |            |

|  | Eulipotyphla |
|  |              |
|  | Scrotifera   |
|  |              |

|  | Glires     |
|  |            |
|  | Euarchonta |
|  |            |

|  | Eulipotyphla |
|  |              |
|  | Scrotifera   |
|  |              |